# 72-Stunden-Aktion (Landjugend)

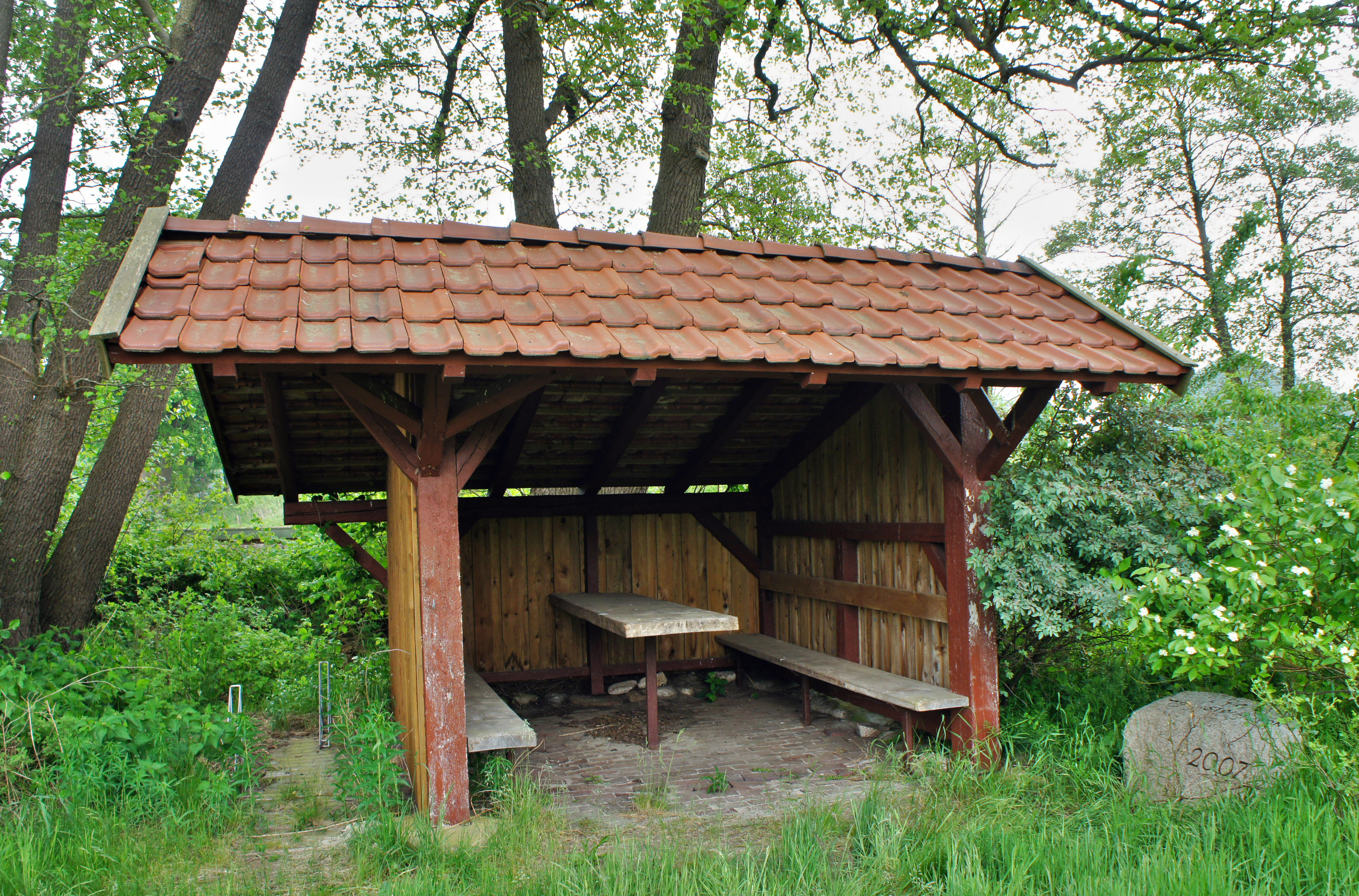
2007 während der 72-Stunden-Aktion von der Landjugend Ganderkesee renovierter Unterstand.

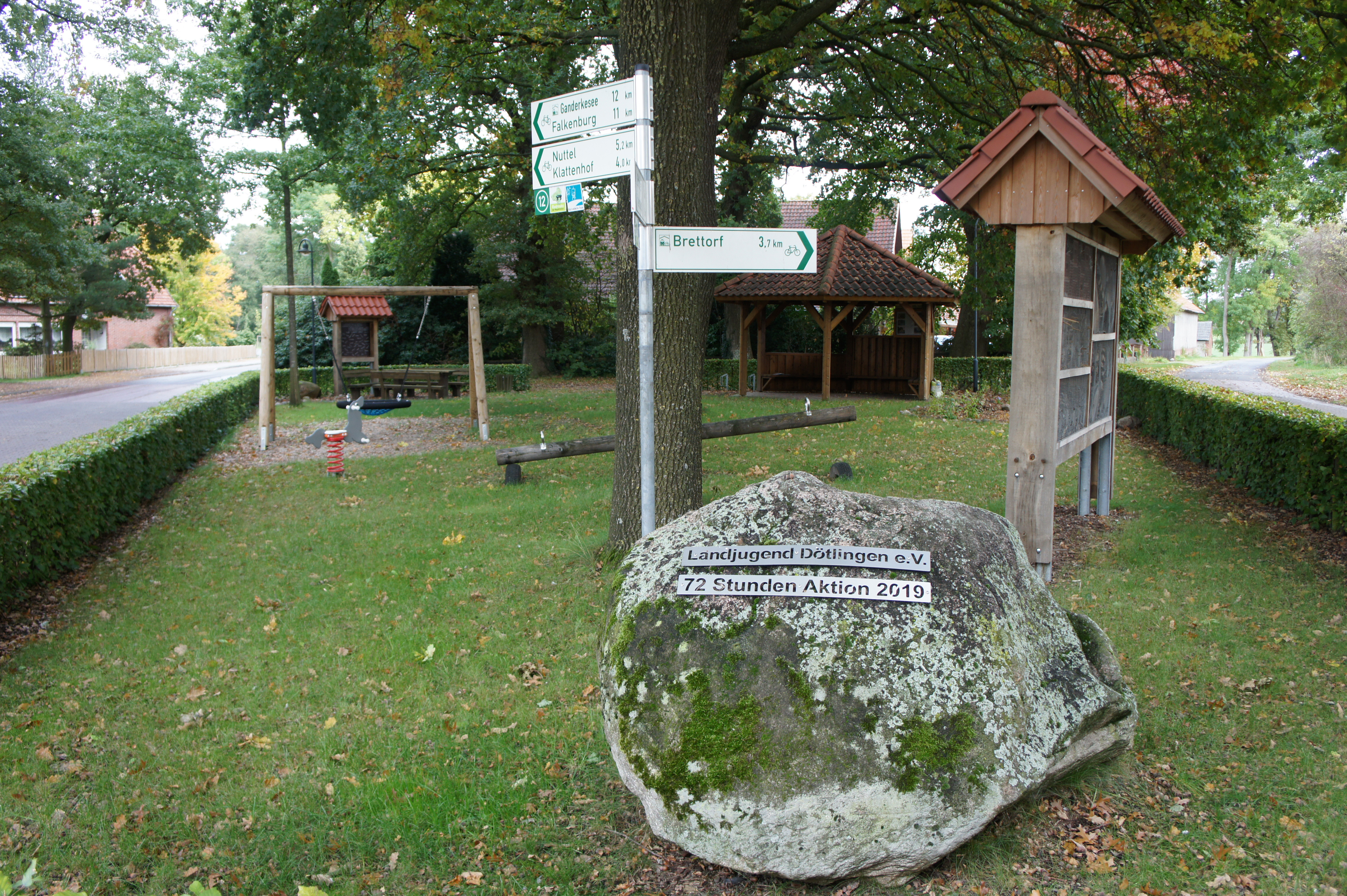
2019 Schönheitskur für den Dorfplatz in Neerstedt durch die Landjugend Dötlingen e.V.

Die 72-Stunden-Aktion ist eine Aktion der niedersächsischen Landjugend, die seit 1995 alle 4 Jahre durchgeführt wird. Den Namen erhält sie durch ihre Dauer. Ihren Ursprung hat die 72-Stunden Aktion in der Katholischen Landjugendbewegung (KLJB) im Landesverband Oldenburg, die die 72-Stunden-Aktion erstmals im Mai 1993 durchführte.
Bei der Aktion müssen die teilnehmenden Ortsgruppen innerhalb 72 Stunden etwas Nachhaltiges für ihre Region auf die Beine stellen. Vom Bau einer großen Schaukel oder eines Trimm-dich-Pfad bis zur Erstellung eines Radwegeplans der Umgebung reichten bisher die vielfältigen Aufgaben.
Welche Aufgabe die Teams zu bewältigen haben, bleibt bis zum Start der Aktion geheim. Sie wissen nur den vereinbarten Treffpunkt. Dort erscheint dann ein „Agent“, der den Teilnehmern das jeweilige, am Interesse der Jugendlichen und des Dorfes orientierte Projekt erläutern wird. Das Ziel sollte immer sein, etwas Bleibendes, Nachhaltiges für das Dorf zu schaffen und durch die Aktion die Gemeinschaft im Dorf zu stärken. Bei der Aktion im Jahr 2011 beteiligten sich über 3500 Landjugendliche in 76 Dörfern. 2015 fand die Aktion, an der 98 Gruppen teilnahmen, unter der Schirmherrschaft der TV-Moderatorin Eva Brenner statt.
Die achte 72-Stunden-Aktion startete am 11. Mai 2023 um 18 Uhr unter dem Motto „Unsere Zeit ist jetzt!“. Der Schirmherr ist Timm Doppel-M Busche, Hörfunkmoderator und Redakteur des Radiosenders Antenne Niedersachsen. Landesweit beteiligten sich rund 5000 Landjugendliche aus 128 Ortsgruppen an der Aktion.